# 주자행
주자행(朱子行: 203~282)은 한족 출신으로서 최초로 출가한 승려이다. 주사행(朱士行)이라고도 불린다.
영천(潁川: 허난성의 허창 북부)에서 태어나 어렸을 때부터 경전의 연구에 전념하였다.
《도행반야경(道行般若經)》의 강(講)을 받을 때에 너무 간략하여 의미가 애매한 것을 불만스럽게 생각하고 새로운 산스크리트어본을 찾아 260년(조위(曹魏)의 감로(甘露) 5)에 옹주(雍州)를 출발하여 타클라마칸 사막을 넘어 호탄에 들어갔다. 여기에서 새로 얻은 산스크리트어본을 불여단(弗如檀: 法饒)에 위탁하여 뤄양(洛陽)으로 운반하였다. 뒤에 이것이 번역되어 《방광반야경(放光般若經)》이 되었다.
주자행은 중국에 돌아오지 않고 코탄에서 사망하였다.

## 참고 문헌
- 이 문서에는 다음커뮤니케이션(현 카카오)에서 GFDL 또는 CC-SA 라이선스로 배포한 글로벌 세계대백과사전의 내용을 기초로 작성된 글이 포함되어 있습니다.